# مدرسة الديوان

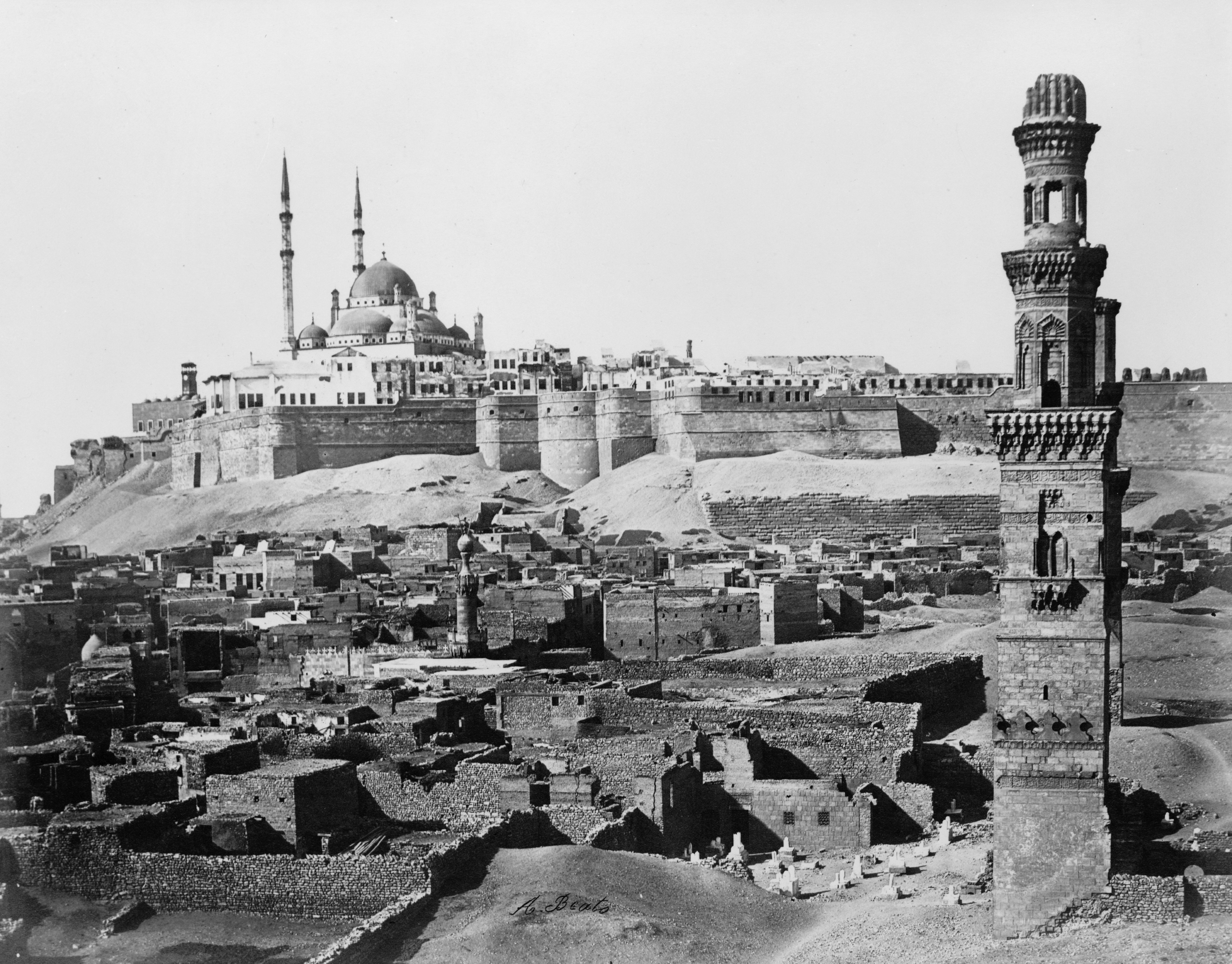
القلعة والمقابر في القاهرة، مصر في أواخر القرن التاسع عشر

مدرسة الديوان  هي حركة تجديدية في الشعر العربي ظهرت في الربع الأول من القرن العشرين على يد عباس محمود العقاد وإبراهيم عبد القادر المازني وعبد الرحمن شكري. سميت بهذا الاسم نسبة إلى كتاب ألّفه العقاد والمازني وضعا فيه مبادئ مدرستهم واسمه «الديوان في الأدب والنقد». حُددت أهداف المدرسة كما يقول العقاد في الديوان: «وأوجز ما نصف به عملنا إن أفلحنا فيه أنه إقامة حد بين عهدين لم يبق مال يسوغ اتصالهما والاختلاط بينهما، وأقرب ما نميز به مذهبنا أنه مذهب إنساني مصري عربي».
مما تدعو إليه المدرسة التمرد على الأساليب القديمة المتبعة في الشعر العربي سواء في الشكل أو المضمون أو البناء أو اللغة.
نهجت هذه المدرسة النهج الرومانسي في شعرها ومن أبرز سمات هذه المدرسة: الدعوة إلى التجديد الشعري في الموضوعات، الاستفادة من الأدب الغربي، الإطلاع على الشعر العربي القديم، الاستعانة بمدرسة التحليل النفسي، والاتجاه إلى الشعر الوجداني

## النشأة
تكونت من الشعراء الثلاثة (العقاد، المازني، شكري)، الذين كانوا متأثرين بالرومانسية في الأدب الإنجليزي، ولديهم اعتزاز شديد بالثقافة العربية.
وسميت مدرسة الديوان بهذا الاسم نسبة إلى كتابهم (الديوان في الأدب والنقد) الذي أصدره العقاد والمازني سنة 1921 فسمى الثلاثة (جماعة الديوان، أو شعراء الديوان، أو مدرسة الديوان)، والواقع أن آرائهم الشعرية قد ظهرت قبل ذلك منذ عام 1909، وقد نظر هؤلاء إلى الشعر نظرةً تختلف عن شعراء مدرسة الإحياء، فعبروا عن ذواتهم وعواطفهم، وما ساد عصرهم، ودعوا إلى التحرر من الاستعمار وتحمُّل المسئولية، فهاجموا الإحيائيين، وفي مقدمتهم (شوقي وحافظ والرافعي).

## اتجاهها
اتجه رواد هذه المدرسة إلى التجديد عندما وجدوا أنفسهم يمثلون الشباب العربي وهو يمر بأزمة فرضها الاستعمار على الوطن العربي الذي نشر الفوضى والجهل بين أبنائه في محاولة منه لتحطيم الشخصية العربية الإسلامية. عندئذ تصادمت آمالهم الجميلة مع الواقع الأليم الذي لا يستطيعون تغييره فحدث ما يأتي لهم:
- الهروب من عالم الواقع إلى عالم الأحلام.
- الفرار إلى الطبيعة ليبثوا لها آمالهم الضائعة.
- التأمل في الكون والتعمق في أسرار الوجود.

وكانوا يهتمون بالموضوعات الفدائية والقصائد التي تمثل فيه.

## الفرق بين مدرسة مطران ومدرسة الديوان
- مدرسة مطران خطوة انتقالية من الكلاسيكية إلى الرومانسية، ومدرسة الديوان انطلاقة في طريق الرومانسية.
- مطران متأثر بالرومانسية الفرنسية، وشعراء الديوان متأثرون بالرومانسية الإنجليزية.
- مطران يلتزم وحدة الوزن والقافية، وشعراء الديوان لا يلتزمون بهذه الوحدة.

عدا هذا لا ننكر بان مطران خليل مطران كان لوحده مدرسه شعرية يعود له الفضل في تجديد في أغراض الشعرية .

## الفرق بين مدرسة الديوان والمدرسة الكلاسيكية
مدرسة الديوان - مدرسة الإحياء الكلاسيكية:
- عدم الالتزام بالوزن والقافية	- الالتزام بالوزن والقافية.
- عدم الإسراف في استخدام الصور والمحسنات	- المغالاة في استخدام الصور والمحسنات.
- يستمدون الصور من بيئتهم الجديدة	- يستمدون الصور غالبآ من القديم.
- يستخدمون لغة العصر	- يستخدمون لغة التراث.
- لا يحاكون القدماء في أغراضهم أو معانيهم	- يحاكون القدماء ولذلك كثرت المعارضات في شعرهم.
- الوحدة العضوية	- وحدة البيت الشعري.

## الخصائص الفنية لجماعة الديوان
- الجمع بين الثقافة العربية والإنجليزية.
- التطلع إلى المثل العليا والطموح.
- الشعر عندهم تعبير عن النفس الإنسانية وما يتصل بها من التأملات الفكرية والفلسفية.
- وضوح الجانب الفكري عندهم مما جعل الفكر يطغي علي العاطفة.

لبست رداء الدهر عشرين حــــجة وثنتين يا شوقي علي خلع ذا البرد
عزوفا عن الدنيا ومن لم يجد به مرادا لامــــاله تعلل بالزهـــــد
- التأمل في الكون والتعمق في أسـرار الوجـود.
- القصيدة عندهم كائن حي كالجسم لكل عضو وظيفته.
- الوحدة العضوية المتمثلة في وحدة الموضوع ووحدة الجو النفسي.
- الصدق في التعبير والبعد عن المبالغات.
- استخدام لغة العصر.
- ظهور مسحة من الحزن والألم والتشاؤم واليأس في شعرهم.
- عدم الاهتمام بوحدة الوزن والقافية منعاً للملل والدعوة إلى الشعر المرسل
- الاهتمام بوضع عنوان للقصيدة ووضع عنوان للديوان ليدل على الإطار العام لمحتواها.
- التجديد في الموضوعات غير المألوفة مثل (رجل المرور/ الكواء).
- استخدام طريقة الحكاية في عرض الأفكار والآمال.

## مفهوم الشعر عند جماعة الديوان[3][بحاجة لمصدر]
مفهوم الشعر عند جماعة الديوان أن الشعر تعبير عن الحياة كما يحسها الشاعر من خلال وجدانه؛ فليس منه شعر المناسبات والمجاملات، ولا شعر الوصف الخالي من الشعور، ولا شعر الذين ينظرون إلى الخلف ويعيشون في ظلال القديم، ويعارضون القدماء عجزا عن التجديد والابتكار، بينما الشعر الجيد هو ذلك الذي يقوله هؤلاء الشبان الذين ينظرون إلى الأمام معبرين عن ذواتهم وعواطفهم، وما يسود عصرهم من أحداث ومشكلات.
ويميل شعرهم إلى الجفاف بسبب طغيان (زيادة) الجانب الفكري عندهم على الجانب العاطفي.

## القصيدة كائن حي
شاع في تعبير جماعة الديوان أن القصيدة كائن حي، وهم يقصدون بذلك الوحدة العضوية المتمثلة في وحدة الموضوع، ووحدة الجو النفسي؛ بحيث لا يكون البيت وحدة القصيدة، بل هي وحدة متماسكة في موضوع واحد، فلا تتعدد الأغراض، ولا تتنافى الأجزاء، بل تأتلف (تتجمع) تحت عنوان للقصيدة، فمع حذف بيت منها أو نقله من موضعه؛ يؤدي ذلك إلى الإخلال بها.

## موقف كل من الإحيائيين وجماعة الديوان من «الوحدة العضوية للقصيدة»
مدرسة الإحياء يعتبرون البيت وحدة القصيدة، وذلك يجعلها مفككة غير مترابطة؛ لأنهم يتابعون القدماء في تعدد أغراض القصيدة من البدء بالغزل والوصف والمدح والحكمة، ولذلك يمكن حذف بعض الأبيات أو نقلها من مكانها إلى مكان آخر، أما شعراء مدرسة الديوان فيدعون إلى الوحدة العضوية، بحيث تدور القصيدة حول موضوع واحد مع ملاءمة الألفاظ والصور للجو النفسي.

## رأي شعراء الديوان في شعر المناسبات
يرى شعراء الديوان أن شعر المناسبات يسمى نظما وليس شعرا؛ لأنه يفتقد صدق الشعور، ويرد على ذلك بأن بعض القصائد التي تقال في المناسبات قد تكون نابعة من تجربة صادقة، وفيها وحدة عضوية حتى إن العقاد الذي يعيب شعر المناسبات، له قصائد في المدح والغزل والرثاء؛ فقد رثى محمود النقراشي بعد مصرعه، ورثى الأديبة مي زيادة في ذكرى الأربعين لوفاتها.
انتهاء مصير الشعراء:
فشلت صداقة هؤلاء الشعراء وانفصلت جماعتهم بعد أن هاجم شكري المازني لاختلافهم في بعض القضايا الأدبية وانضم العقاد إلى جانب المازني ومن نتائج ذلك:
1)توقف عبد الرحمن شكري عن قول الشعر بعد ظهور ديوانة السابع «أزهار الخريف» عام 1918م وخلد إلى العزلة بعد إصابته بالشلل.
2)انصراف المازني عن قول الشعر بعد صدور ديوانه الثاني عام 1917م وأثر كتابه القصة والمقال الصحفي
3)بقي العقاد وحده ممثلا لهذا الاتجاه إلا أنه جعل الشعر في المقام الثاني من اهتمامه الأدبي والفكري.